# Monsone (torpediniera)
La Monsone è stata una torpediniera di scorta della Regia Marina.

## Storia
Moderna unità della classe Ciclone, progettata appositamente per la scorta dei convogli lungo le pericolose rotte del Nordafrica, la torpediniera entrò in servizio a fine 1942 e fu intensamente impiegata in compiti di scorta sulle rotte tra Italia, Libia e Tunisia.
Alle 5.30 del 3 febbraio 1943 la Monsone lasciò Biserta per Napoli di scorta, insieme al cacciatorpediniere Saetta ed alle torpediniere Sirio, Uragano e Clio, alla grossa nave cisterna Thorsheimer in navigazione di rientro in Italia. La navigazione era ostacolata da foschia, mare forza 5 e vento di Maestrale forza 6, che provocavano rollio e scarrocciamento e rendevano difficoltoso il calcolo della posizione e l'uso di scandaglio ed ecogoniometro. Alle 9.38 di quello stesso giorno l’Uragano urtò una mina (posata dal posamine britannico Abdiel), che le asportò la poppa, e rimase immobilizzata. Alle 9.40 Clio e Saetta si avvicinarono per fornire soccorso, ma otto minuti più tardi quest'ultimo urtò una mina ed affondò spezzato in due in meno di un minuto, trascinando nella sua fine 170 uomini. Anche il tentativo di soccorso del Clio a mezzo imbarcazioni di bordo, avvenuto alle 9.51, risultò infruttuoso, ed alle 10 il resto del convoglio ricevette l'ordine di proseguire, giungendo indenne a Napoli alle 12.50. Nell'affondamento di Uragano e Saetta scomparvero 284 uomini, mentre solo 54 poterono essere salvati. 
Alle 11.20 del 15 febbraio 1943 la Monsone, al comando del capitano di corvetta Emanuele Filiberto Perrucca-Orfei, lasciò Palermo insieme alla torpediniera Sirio, al vetusto cacciatorpediniere Augusto Riboty (che rientrò poi, dopo circa otto ore, per avarie) ed alle moderne corvette Antilope e Gabbiano, per scortare a Biserta un convoglio composto dai piroscafi Alcamo, Frosinone e Chieti e dalla piccola motonave cisterna Labor. Alle 23.30 la nave rilevò con l'ecogoniometro il rumore prodotto da motori a scoppio a circa 3000 metri di distanza: si trattava delle unità britanniche MTB 77, MTB 82 ed MGB 61, due motosiluranti ed una motocannoniera, che stavano manovrando per attaccare il convoglio. Le unità della scorta aprirono il fuoco con le proprie artiglierie, mentre quelle britanniche sparavano con le proprie mitragliere e, giunte a breve distanza, la MTB 77 e la MTB 82 lanciarono due siluri contro l’Alcamo, mancandolo. Poi le tre unità, due delle quali danneggiate (la MTB 77 colpita più volte, la MTB 82 raggiunta da un proiettile a poppa) ripiegarono, inseguite inutilmente da Sirio e Monsone; quando, alle quattro del mattino, tornarono per tentare un secondo attacco, vennero nuovamente respinte. Il convoglio, scampando anche ad alcuni attacchi aerei, arrivò indenne a Biserta alle 23.45 del 16 febbraio.
Il 24 febbraio la Monsone salpò da Biserta per scortare a Napoli, insieme alle gemelle Animoso e Fortunale, i piroscafi Alcamo, Chieti e Stella di ritorno in Italia: tuttavia nella notte tra il 24 ed il 25 il convoglio fu attaccato dall'aria e l’Alcamo, immobilizzato da un primo siluro all'1.30 e colpito da una seconda arma e da bombe alle 3.15, s'inabissò nel punto 39º14' N e 12º30' E. Durante l'attacco un aerosilurante Bristol Beaufort del 39º Squadron precipitò in mare e tre membri del suo equipaggio furono tratti in salvo dalla Monsone, che li trasportò poi a Napoli.
Il 1º marzo 1943 la Monsone si trovava ormeggiata nel porto di Napoli, quando la città fu bombardata da nove velivoli della Ninth Air Force, che colpirono sia l'obiettivo (il porto e le navi) sia la città, provocando 30 vittime civili. Centrata da alcune bombe, la torpediniera affondò all'ormeggio intorno alle ore 18.
Il relitto della Monsone venne recuperato nel 1946 e demolito.

Comandanti
Capitano di corvetta Emanuele Filiberto Perucca Orfei (nato a Firenze il 5 ottobre 1909) (novembre 1942 - 1 marzo 1943)